# شمال به آلاسکا
شمال به آلاسکا (به انگلیسی: North to Alaska) یک فیلم کمدی وسترن در سال ۱۹۶۰ به کارگردانی هنری هاتاوی و جان وین (درج نشده) است. بازیگرانی چون جان وین به همراه استوارت گرانجر، ارنی کوواکچ، فابیان فورتونه و کاپوسین در آن نقش آفرینی کردند. فیلمنامه بر اساس نمایشنامه هدیه تولد اثرِ لادیسلاس فودور نوشته شده‌است و در جریان تب طلا نوم تنظیم شده‌است.
این فیلم ترانه شمال تا آلاسکا را در طول عناوین آغازین آواز پخش شد

## خلاصه داستان
در دوره هجوم همه برای کشف طلا در آلاسکا، بازرس جورج همکارش سام را به سیاتل میفرستد تا نامزدش را بیاورد ولی وقتی مشخص میشود او با مرد دیگری ازدواج کرده و...